# Parque do Carmo (distrito de São Paulo)
Parque do Carmo es un distrito ubicado en la zona este de la ciudad de Sao Paulo, Brasil. Administrativamente pertenece a la subprefectura de Itaquera. 
El parque que da nombre al distrito es el segundo mayor del área metropolitana de São Paulo y fue creado en 1976 en un área que pertenecía a una hacienda propiedad de Oscar Americano. Posee una rica fauna y flora, con monos, zorrillos, lagartos, entre otros, además de atracciones como un planetario. El parque se encuentra en la avenida Afonso Sampaio e Souza. Desde 1978 se celebra en él el Festival del Cerezo, que conmemora el florecimiento del árbol símbolo de Japón.

## Distritos limítrofes
- Itaquera (norte).
- José Bonifácio (este).
- Iguatemi (sur).
- São Mateus (suroeste).
- Cidade Líder (noroeste).